# Pińczów
Pińczów – miasto w Polsce, w województwie świętokrzyskim, siedziba powiatu pińczowskiego i gminy miejsko-wiejskiej Pińczów.
Prywatne miasto szlacheckie lokowane w 1428 roku, położone było w drugiej połowie XVI wieku w powiecie wiślickim w województwie sandomierskim.
W latach 1961-1972 miasto było siedzibą gromady Pińczów, ale nie należało do niej. W latach 1975–1998 miasto administracyjnie należało do województwa kieleckiego.
Według danych z 1 stycznia 2018 Pińczów liczył 10 946 mieszkańców.

## Położenie

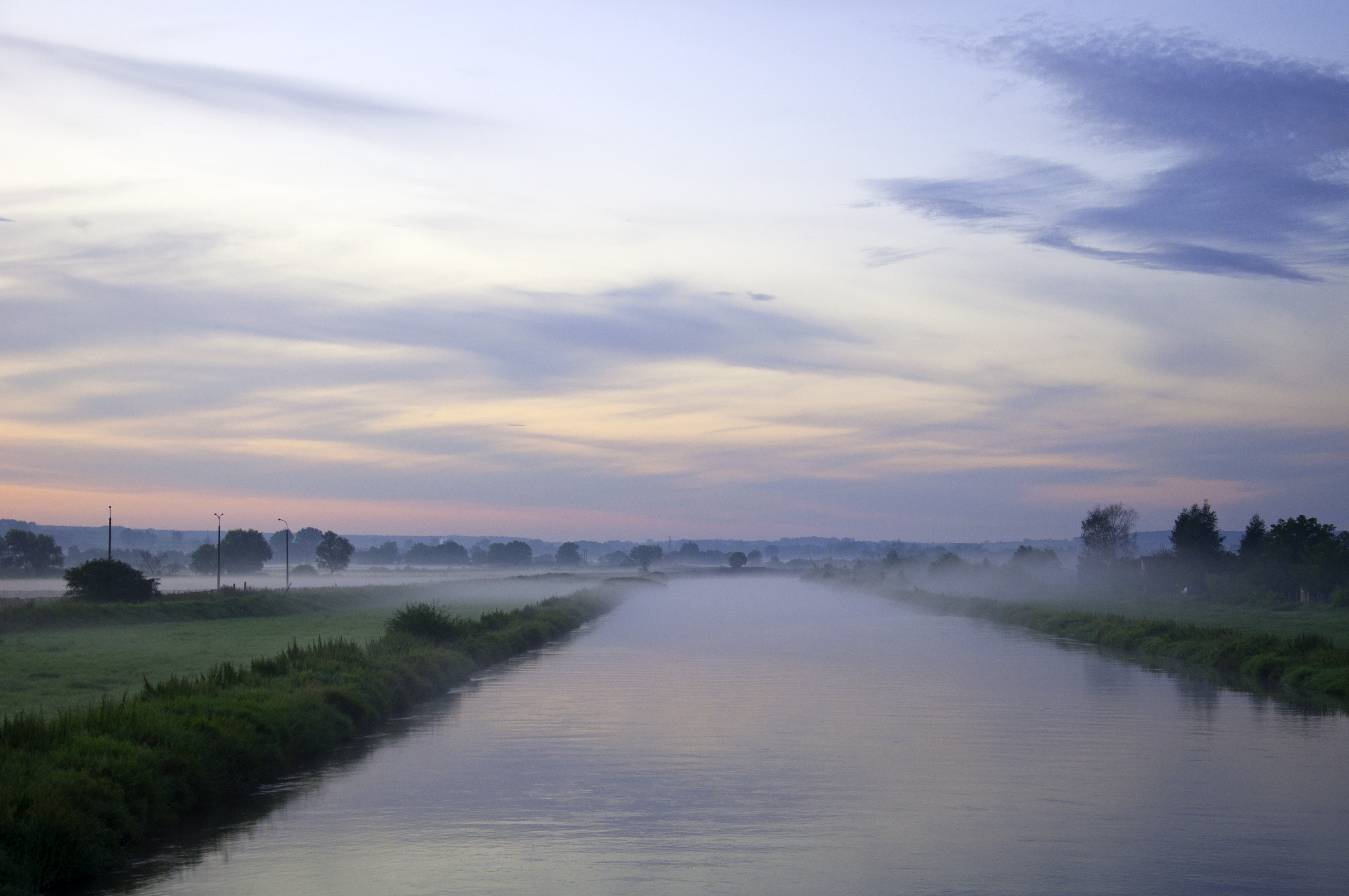
Nida przepływająca przez Pińczów

Pińczów leży na Ponidziu, nad rzeką Nidą, 42 km na południe od Kielc. Miasto położone jest częściowo w Dolinie Nidy, od północy opierając się na zboczach wzgórz wchodzących w skład Garbu Pińczowskiego.
Przez miasto przebiega droga wojewódzka nr 766 z Morawicy do Węchadłowa. Swój początek ma tam droga wojewódzka nr 767 prowadząca do Buska-Zdroju.
W Pińczowie znajduje się stacja kolejowa Pińczów Wąski – część Świętokrzyskiej Kolei Dojazdowej.
Miasto jest punktem początkowym niebieskiego szlaku turystycznego prowadzącego do Wiślicy.
Na terenie miejscowego kamieniołomu wapienia pińczowskiego znaleziono szkielet wieloryba sprzed 15 mln lat.

## Historia

### Początki Pińczowa
Rozwój Pińczowa rozpoczął się od kamieniołomu, który istniał tam w XII wieku. Bezpieczeństwa górników strzegł niewielki gród obronny, zniszczony prawdopodobnie przez Tatarów w 1241 roku.
W I poł. XIV w. na jego miejscu wzniesiono gotycki zamek, u stóp którego rozwinęła się osada. Nosiła ona początkowo nazwę Piędziców (1405 – Pandziczow, ok. 1470 roku – Pyandzyczow). Od XVI w. używana jest współczesna nazwa. Nie zachowały się informacje o pierwszych właścicielach Pińczowa. Wiadomo że w 1424 roku osada stała się własnością rodu Oleśnickich. Wybudowali oni na Górze Zamkowej nową rezydencję, a w osadzie ufundowali klasztor Paulinów.
21 września 1428 roku król Władysław Jagiełło na zamku w Lublinie nadał Pińczowowi, wsi Jana z Oleśnicy, kasztelana żarnowskiego prawo miejskie magdeburskie z przywilejem jarmarków tygodniowych i rocznych.
Okoliczni mieszkańcy zajmowali się wówczas głównie rolnictwem, sadownictwem, uprawą winnej latorośli oraz hodowlą bydła. W I poł. XVI w. dzierżawcą miasta był burgrabia krakowski Jan Tęczyński. W 1546 roku Pińczów powrócił w ręce rodu Oleśnickich.

### Ośrodek reformacji

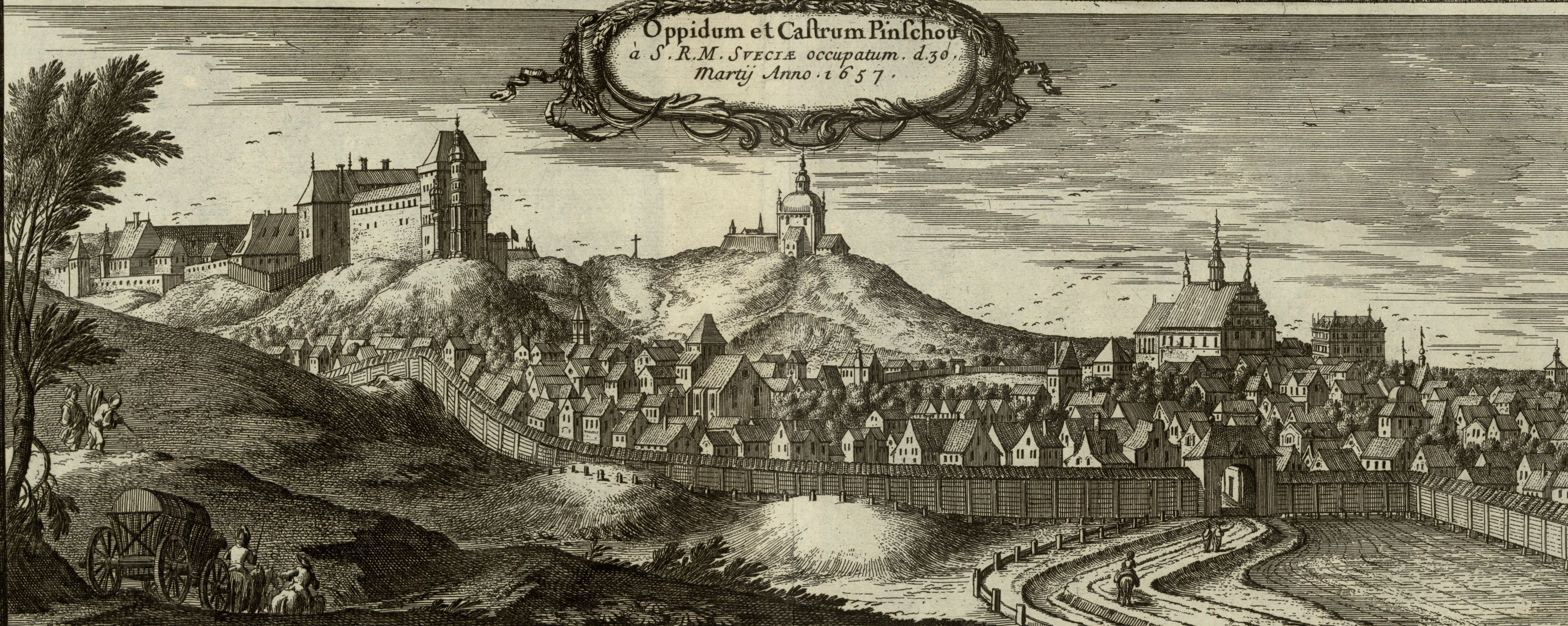
Panorama Pińczowa z 1657 roku, z widocznym zamkiem na wzgórzu po lewej, na miedziorycie według rys. Erika Jönssona Dahlbergha

Za sprawą Mikołaja Oleśnickiego miasto stało się ośrodkiem reformacji. Oleśnicki udzielił w nim schronienia m.in. Franciszkowi Stankarowi – profesorowi Akademii Krakowskiej, uwięzionemu przez biskupa krakowskiego na zamku w Lipowcu i wyzwolonemu przez grupę szlachty. W latach 1550–1551 z miasta wypędzono paulinów, a kościół zmieniono w świątynię kalwińską. W budynkach poklasztornych powstało słynne na całą Europę gimnazjum pińczowskie nazywane później sarmackimi Atenami. W szkole nauczał m.in. Francuz Piotr Statorius-Stojeński, wychowanek kolegium w Lozannie. Do Polski skierowany został dzięki pomocy samego Jana Kalwina. Statorius był autorem szczegółowego programu szkoły wydanego pod tytułem Urządzenie gimnazjum pińczowskiego. Był to pierwszy tego rodzaju dokument w historii polskiego szkolnictwa.
W czerwcu 1559 roku, w przejętym przez protestantów kościele św. Jana Ewangelisty po raz pierwszy zostały publicznie odczytane słowa hymnu Jana Kochanowskiego „Czego chcesz od nas, Panie, za Twe hojne dary?”.
W tym samym roku, w gronie pedagogicznym akademii doszło do konfliktu na tle sporów dogmatycznych dotyczących charakteru Trójcy Świętej. Akademię opuścił wówczas jej rektor Grzegorz Orszak. Nowym rektorem uczelni wybrano Statoriusa.

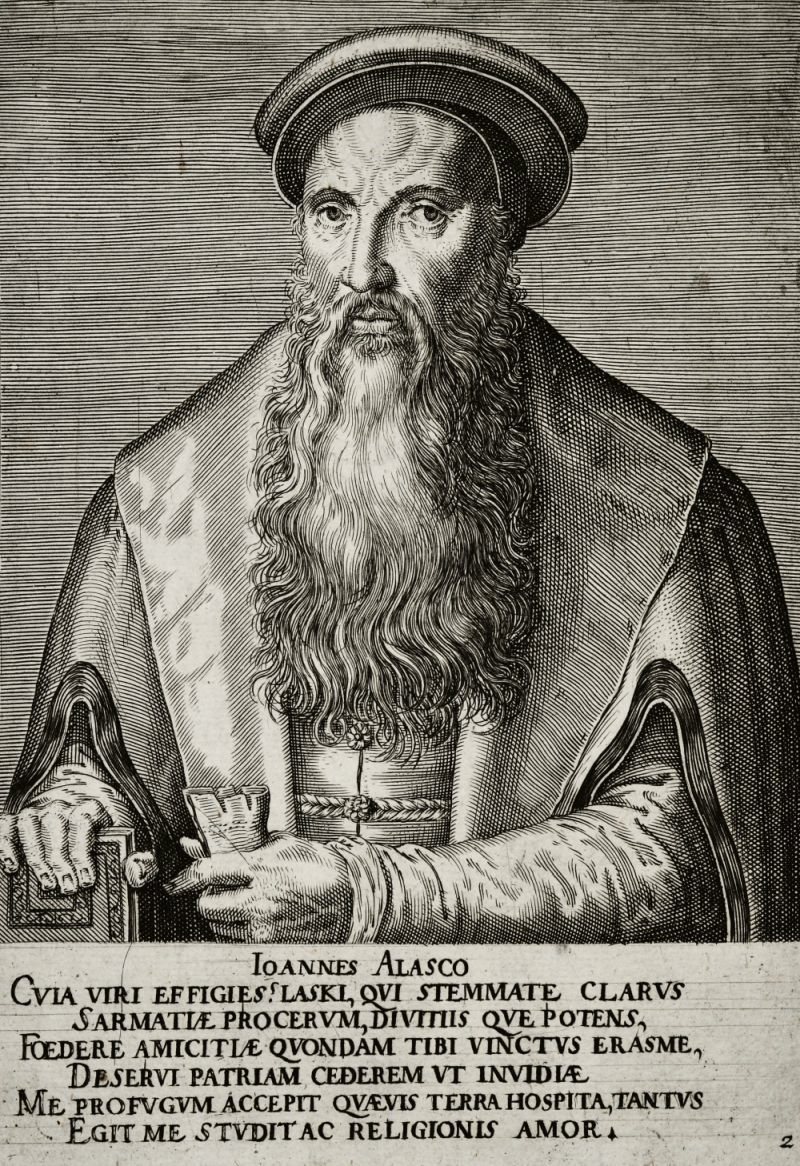
Jan Łaski – najwybitniejszy polski działacz reformacji – ostatnie lata życia poświęcił umacnianiu reformacji w Pińczowie. Był głównym inicjatorem nowego przekładu Biblii na język polski zwany później od miejsca przekładu Biblią pińczowską. Tam też zmarł i został pochowany w ówczesnym kościele kalwińskim (obecnie kościół św. Jana Ewangelisty)

Zgodnie z podstawową zasadą Reformacji, Biblia miała być czytana w języku ojczystym. W Pińczowie zatem, na przestrzeni lat 1556–1563 środowisko naukowe związane z miejscową uczelnią dokonało pełnego tłumaczenia Biblii na język polski. Było to drugie w historii, po katolickiej Biblii Leopolity, ale pierwsze z uwagi na bezpośredni przekład z oryginalnych tekstów – Starego Testamentu z aramejskiego i hebrajskiego, Nowego Testamentu z greki. W jego trakcie posłużono się też nowatorską na owe czasy metodą – unikano tłumaczeń dosłownych, często po polsku sztucznie brzmiących, zastępując je bardziej naturalnymi ojczystymi odpowiednikami i interpretacjami. Od maja 1560 roku prace nad przekładem finansował książę Mikołaj Radziwiłł Czarny (koszt wyniósł około 3000 czerwonych złotych), a patronował im właściciel Pińczowa – Mikołaj Oleśnicki. Zbiorowa praca ukazała się 4 września 1563 roku w Brześciu Litewskim, wydana drukiem przez Cypriana Bazylika w drukarni należącej do Mikołaja Radziwiłła Czarnego, w nakładzie około 500 egzemplarzy. Stała się podstawowym dziełem w zborach ewangelickich na terenie Wielkiego Księstwa i Korony. Z racji miejsca wydania nazywana jest najczęściej Biblią brzeską, ale równolegle, w historiografii, z racji miejsca powstania nazywana jest Biblią pińczowską.
W latach 1558–1562 w mieście funkcjonowała drukarnia publikująca dzieła reformatorskie. Jej założycielem był Daniel z Łęczycy. W Pińczowie swoje prace drukował m.in. Andrzej Frycz Modrzewski.
Do miasta zjeżdżali przedstawiciele ruchu reformatorskiego, odbyły się w nim 22 synody. W mieście przebywał m.in. Jan Łaski, po śmierci pochowany w prezbiterium miejscowego zboru.

### XVI – XIX wiek

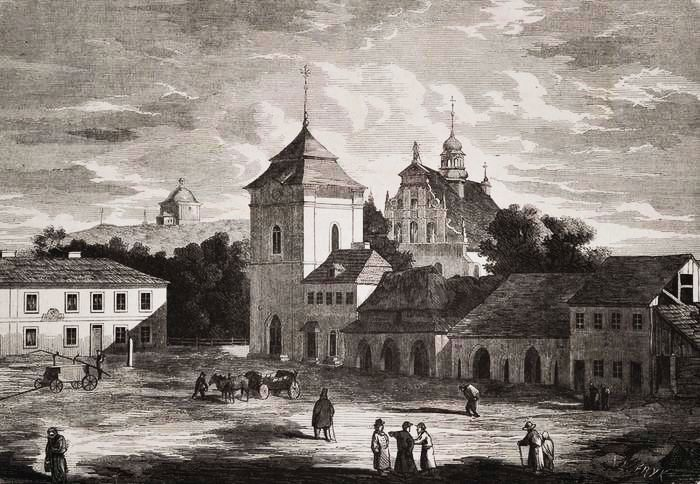
Rynek w Pińczowie w 1865 roku. W głębi widoczny kościół św. Jana Ewangelisty

Kres ośrodkowi reformacyjnemu w Pińczowie położył biskup krakowski Piotr Myszkowski, który w 1586 roku wykupił miasto. Nastąpiła gwałtowna rekatolicyzacja Pińczowa. Do miasta powrócili Paulini, a pińczowskie gimnazjum przyjęło program szkoły parafialnej.
Ród Myszkowskich, w krótkim czasie stał się jednym ze znaczniejszych w Rzeczypospolitej. Spadkobiercy biskupa – Zygmunt i Aleksander Myszkowscy ok. 1597 roku uzyskali adopcję do rodu książęcego Gonzagów z Mantui. Myszkowscy przyjęli herb i nazwisko Gonzagów. Papież Klemens VII nadał im tytuł margrabiów na Mirowie. Tytuł ten związany był z zamkiem Mirów w Książu Wielkim. W 1601 roku ród Myszkowskich uzyskał od sejmu Rzeczypospolitej zgodę na utworzenie ordynacji rodowej.
Na przełomie XVI i XVII w. Myszkowscy przebudowali w manierystyczną rezydencję stary zamek Oleśnickich. W Pińczowie działał w tym czasie słynny warsztat rzeźbiarski Santiego Gucciego. Gucci nadzorował przebudowę pińczowskiego zamku, zaprojektował także wówczas kaplicę św. Anny.
W 1592 roku Zygmunt Myszkowski założył na wschód od Pińczowa nowe miasto Mirów. Jednakże już w 1612 roku zostało ono przyłączone do sąsiedniego Pińczowa. Sam Pińczów otoczony został drewniano-ziemnymi obwarowaniami. Do miasta można było dostać się przez jedną z czterech bram: Chęcińską, Kielecką, Nowokorczyńską i Krakowską.
W 1637 roku ordynat Ferdynand Gonzaga Myszkowski gościł w swojej rezydencji Cecylię Renatę Habsburżankę, która zdążała właśnie do Warszawy, na ślub z królem Władysławem IV Wazą.
W XVII w. w mieście osiedlało się wielu obcokrajowców. Najwięcej było przybyszów z Włoch, którzy otwierali zakłady kamieniarskie, korzystając z wydobywanego w okolicy kamienia pińczowskiego. Przybywali również Szkoci, Francuzi, Niemcy i Żydzi.
W 1657 roku wojska szwedzkie zajęły miasto i zamek. W 1701 roku na 100-lecie istnienia ordynacji pińczowskiej, ordynat Józef Władysław Gonzaga-Myszkowski ufundował kolonię akademicką pod zarządem Akademii Krakowskiej. W latach 1757–1761 uczył się w niej Hugo Kołłątaj. Po bitwie pod Kliszowem w 1702 roku miasto zostało ponownie zajęte przez Szwedów. Król szwedzki Karol XII urządził w nim na pewien czas swoją kwaterę.
Józef Władysław był ostatnim ordynatem z rodu Myszkowskich. Po jego śmierci miasto przeszło na własność rodu Wielopolskich. Działanie wojenne w czasie insurekcji kościuszkowskiej spowodowały upadek miasta. Po III rozbiorze Polski Pińczów znalazł się w zaborze austriackim, a po kongresie wiedeńskim w 1815 roku w zaborze rosyjskim.
W 1813 roku podzielono ordynację pińczowską. Pińczów stał się wówczas własnością warszawskiego adwokata Jana Olrycha Szanieckiego. W 1839 roku Wielopolscy odkupili miasto. W latach 20. XIX w. Pińczów miał przeszło 4 tys. mieszkańców. W mieście rozwijał się przemysł spożywczy – produkowano sery. W 1867 roku powstał powiat pińczowski. W mieście w II poł. XIX w. stacjonował rosyjski 14. Jamburgski Pułk Dragonów.

### Historia Żydów w Pińczowie

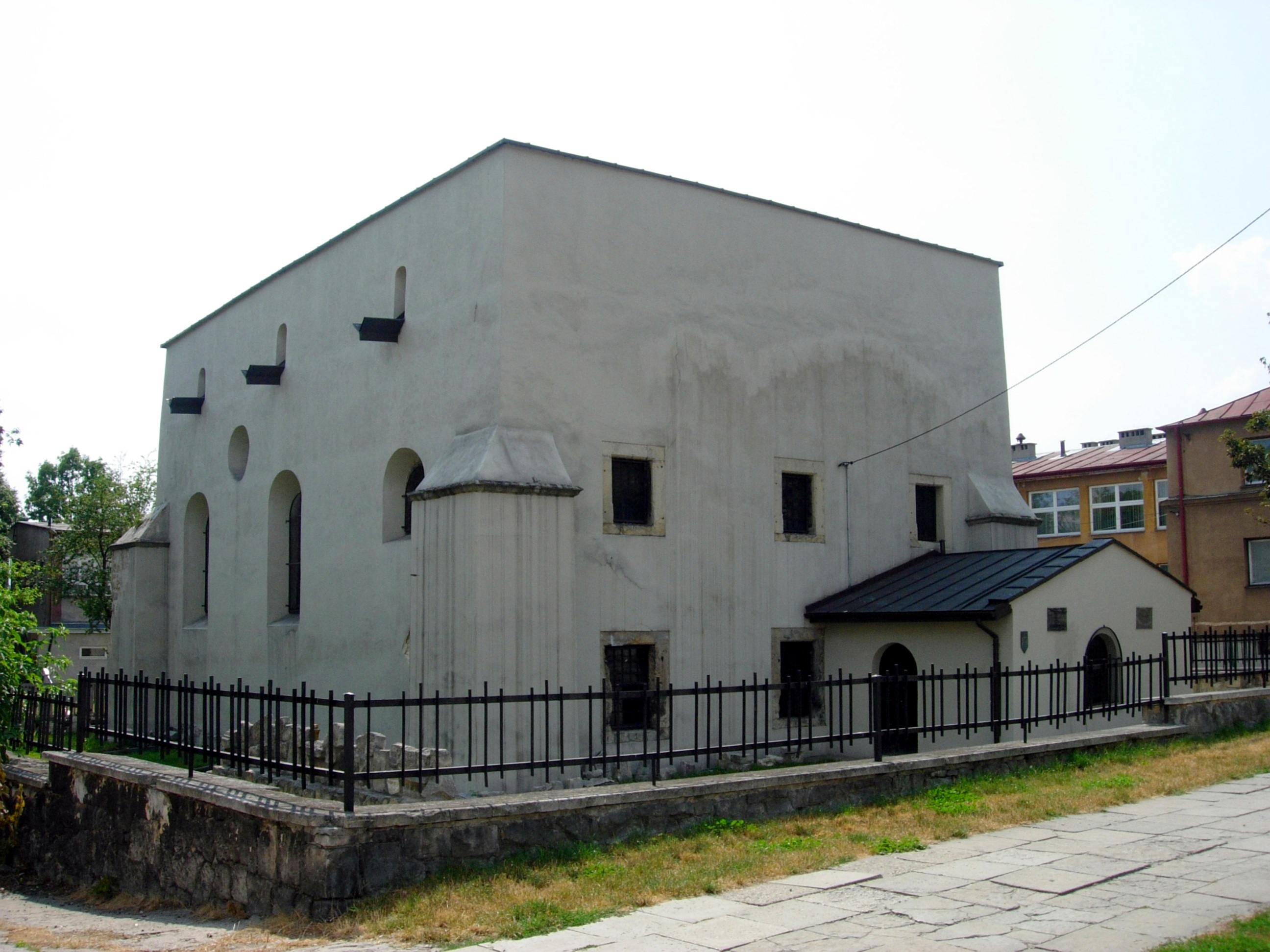
Synagoga Stara

Pierwsi Żydzi zamieszkiwali Pińczów już w I poł. XVI w., od 1576 roku płacili podatki. Tamtejszy Kahał powstał pod koniec XVI w. W 1594 roku Żydzi otrzymali przywileje od właściciela miasta, Zygmunta Myszkowskiego, w tym zezwolenie na budowę bożnicy. Powstały też szkoły żydowskie, drukarnie i biblioteki.
W XVIII w. Pińczów stał się jednym z ważniejszych ośrodków żydowskich w Małopolsce. W 1765 roku zamieszkiwało w nim 2862 Żydów, zaś w 1856 roku – 1877 (70% mieszkańców). Kapitał żydowski przyczynił się do rozwoju gospodarczego miasta w XIX w. Powstała fabryka sukna Rosenberga, fabryka wyrobów bawełnianych i farbiarnia Berensteina. W radzie miejskiej w latach 1927–1930 zasiadało 15 Polaków i 15 Żydów, a przewodniczył jej miejscowy proboszcz (żeby uniknąć pata).
W marcu 1919 roku dochodzi w mieście do antysemickich ekscesów.
W 1939 roku w Pińczowie mieszkało 3500 Żydów. W październiku 1942 roku Niemcy deportowali 3000 Żydów do obozu zagłady w Treblince.

### XX wiek
W Pińczowie, na mocy rozkazu dowództwa WP nr 77 z 19 lutego 1919 roku został utworzony 11. Pułk Ułanów. Zadanie sformowania i dowodzenia nim powierzono Mariuszowi Zaruskiemu. W skład 11. Pułku wszedł m.in. dywizjon kawalerii dowodzony przez rotmistrza Antoniego Jabłońskiego „Zdzisława”, który pierwszym rozkazem nowo utworzonego 11. Pułku z 16 marca 1919 roku objął funkcję zastępcy dowódcy.
W okresie II Rzeczypospolitej Pińczów był niewielkim miastem powiatowym. Liczba mieszkańców nie przekraczała 10 tysięcy. Negatywny wpływ na rozwój miasta miało przeniesienie do Sandomierza 2. Pułku Piechoty Legionów, który początkowo w nim stacjonował. W końcu lat dwudziestych w całym mieście praktykowało tylko 3 lekarzy.
W dniach 5–6 września 1939 roku odbyły się tu walki pomiędzy żołnierzami Krakowskiej Brygady Kawalerii a oddziałami niemieckimi, wskutek czego miasto zostało spalone. Podczas II wojny światowej rejon Pińczowa był miejscem aktywnej działalności partyzanckiej. Od lipca do sierpnia 1944 roku miasto było przejściowo wyzwolone przez partyzantów z AK, AL i Batalionów Chłopskich. Obszar o powierzchni 1000 km², wyzwolony spod okupacji hitlerowskiej, który obejmował tereny od Pińczowa po Działoszyce i od Nowego Korczyna po Nowe Brzesko, nosił nazwę Republiki Pińczowskiej.

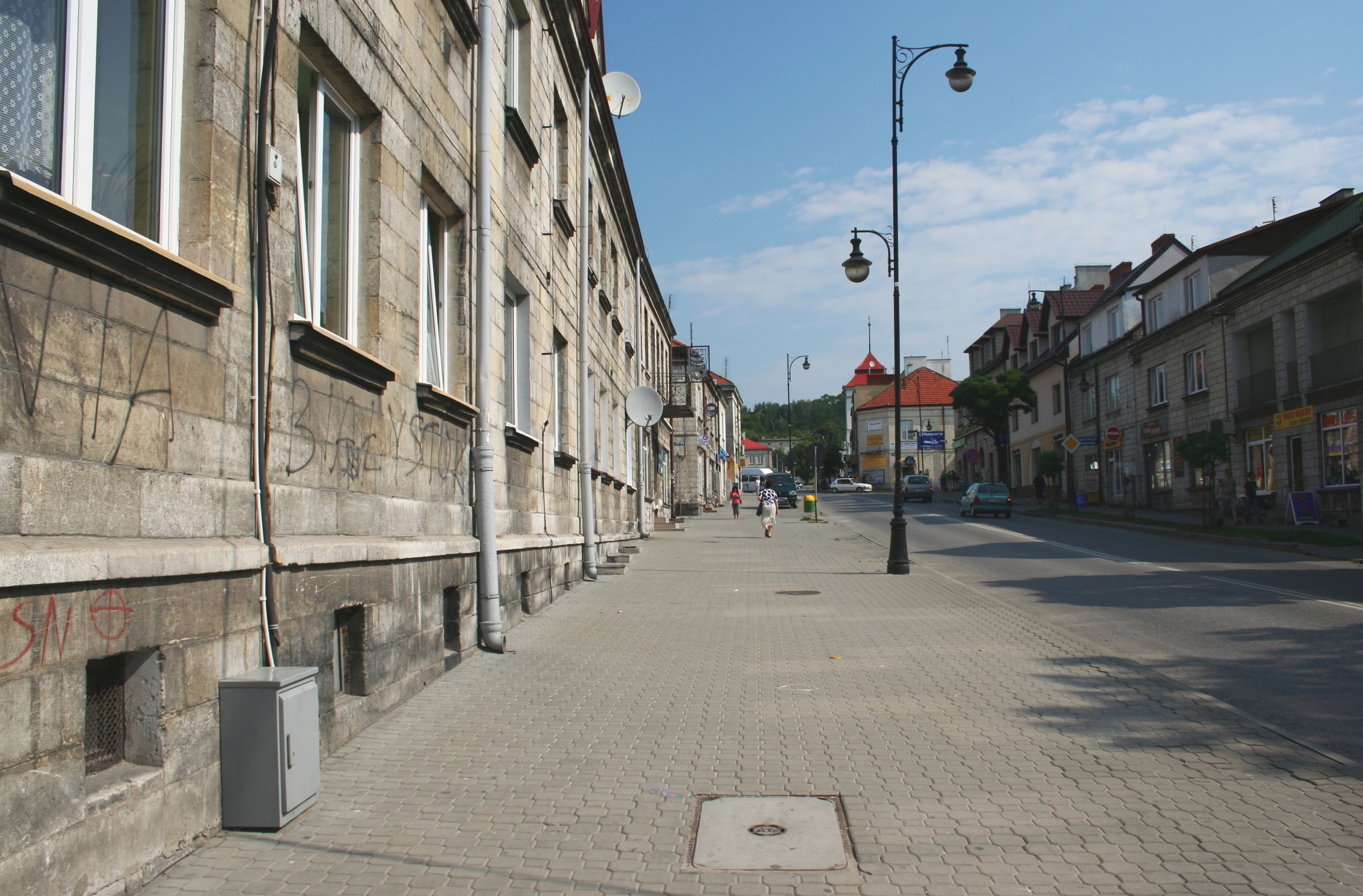
Ulica Legionistów – jedna z głównych ulic miasta

W czasie II wojny światowej dokonano dwóch ataków partyzanckich na więzienie w Pińczowie. Pierwszego ataku 14 czerwca 1944 roku dokonał oddział BCh liczący około 200 ludzi, dowodzony przez Piotra Pawlinę. W czasie akcji zdobyto więzienie, rozbrojono załogę i uwolniono 281 więzionych tam Polaków.
13 lipca 1944 roku dokonano drugiego ataku na więzienie, przez kilka mniej licznych oddziałów BCh, a znaczący wpływ na plan i przebieg akcji mieli: Henryk Grabala, Franciszek Barylak, Szczepan Koruba i Stanisław Stępień. Zdobyto więzienie i uwolniono więźniów. Po tej akcji więzienie w Pińczowie nie funkcjonowało do końca wojny.
Miasto zostało zajęte 13 stycznia 1945 roku przez oddziały 32 Korpusu Armijnego Gwardii 5 Armii I Frontu Ukraińskiego.

## Demografia
W końcu 2010 roku miasto liczyło 11 303 mieszkańców.

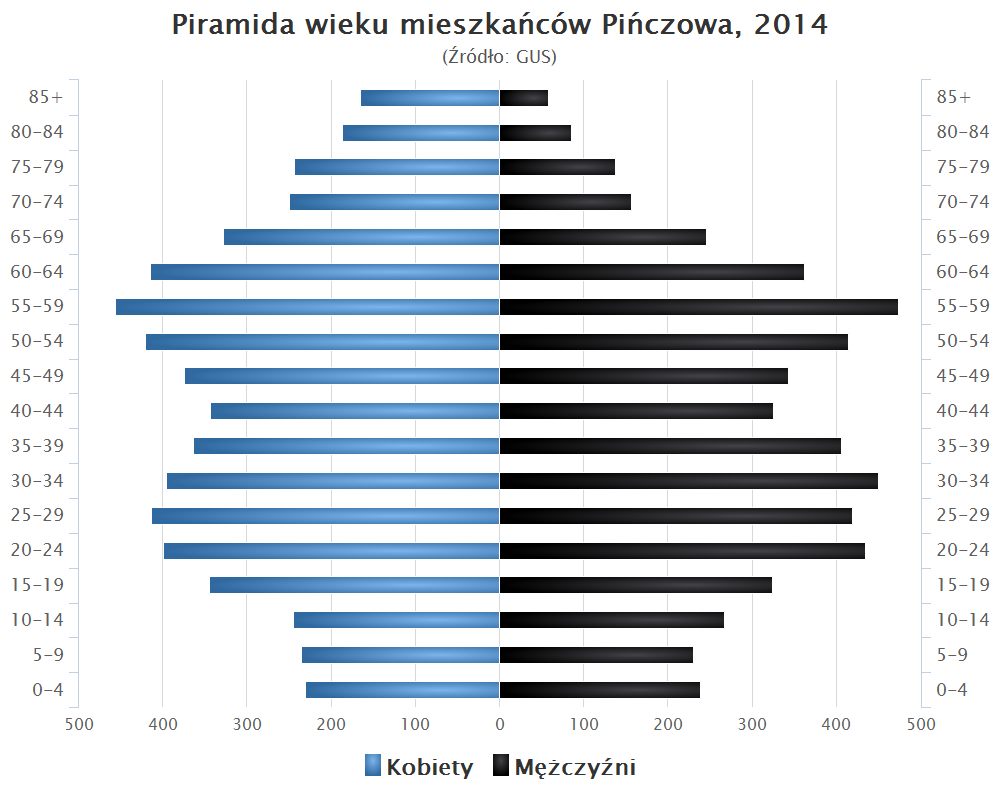
Piramida wieku mieszkańców Pińczowa w 2014 roku

## Zabytki

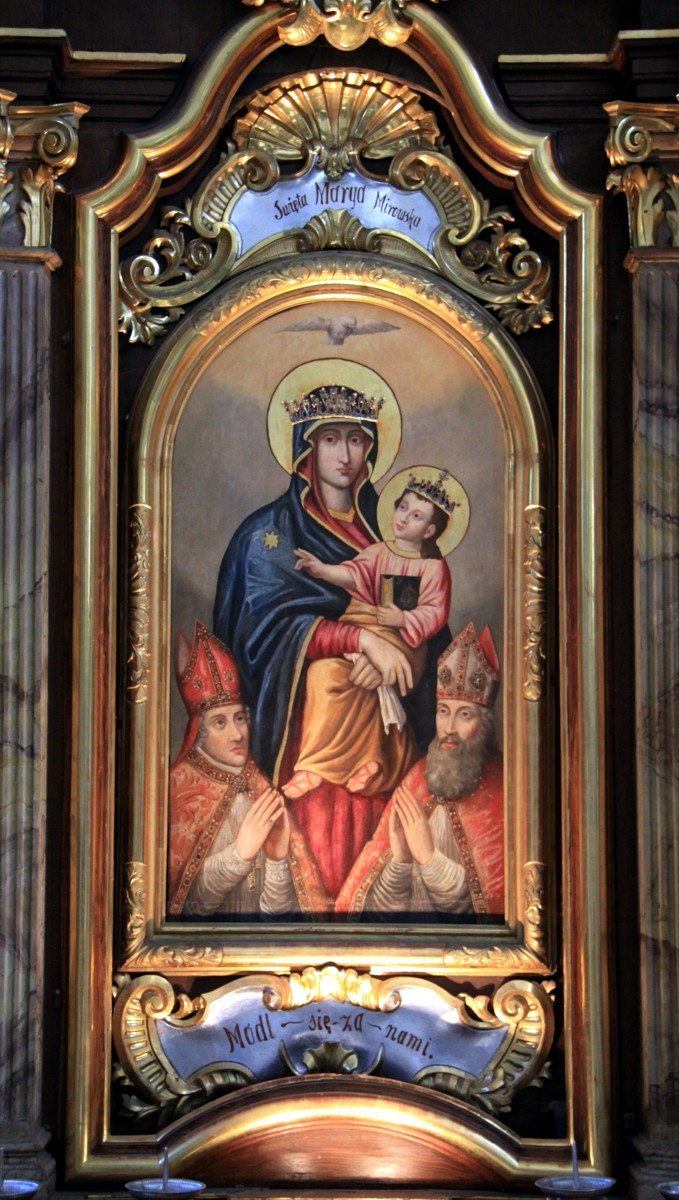
Obraz Matki Bożej Mirowskiej

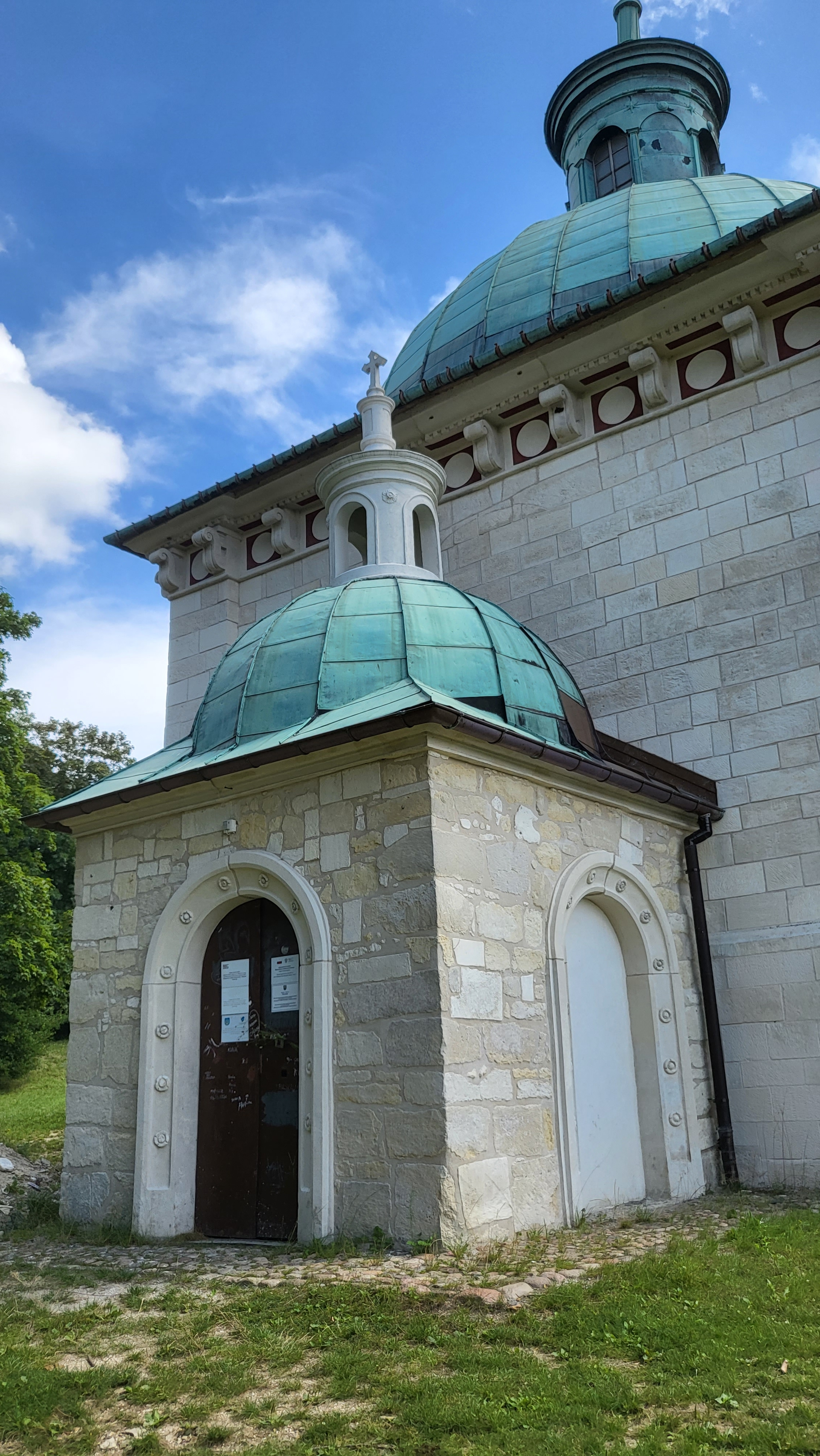
Kaplica św. Anny

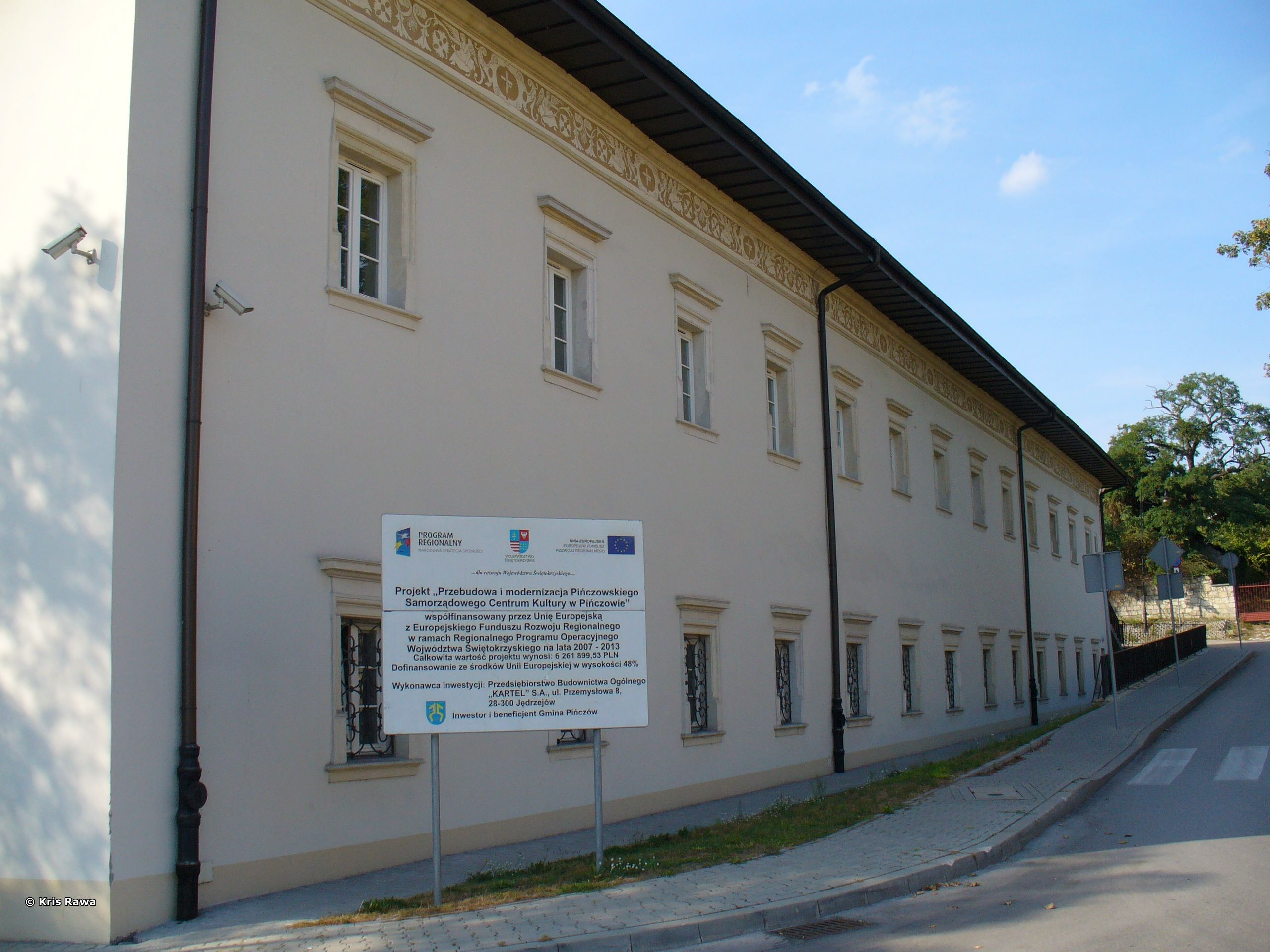
Budynek dawnego zespołu klasztornego paulinów, obecnie Muzeum Regionalne

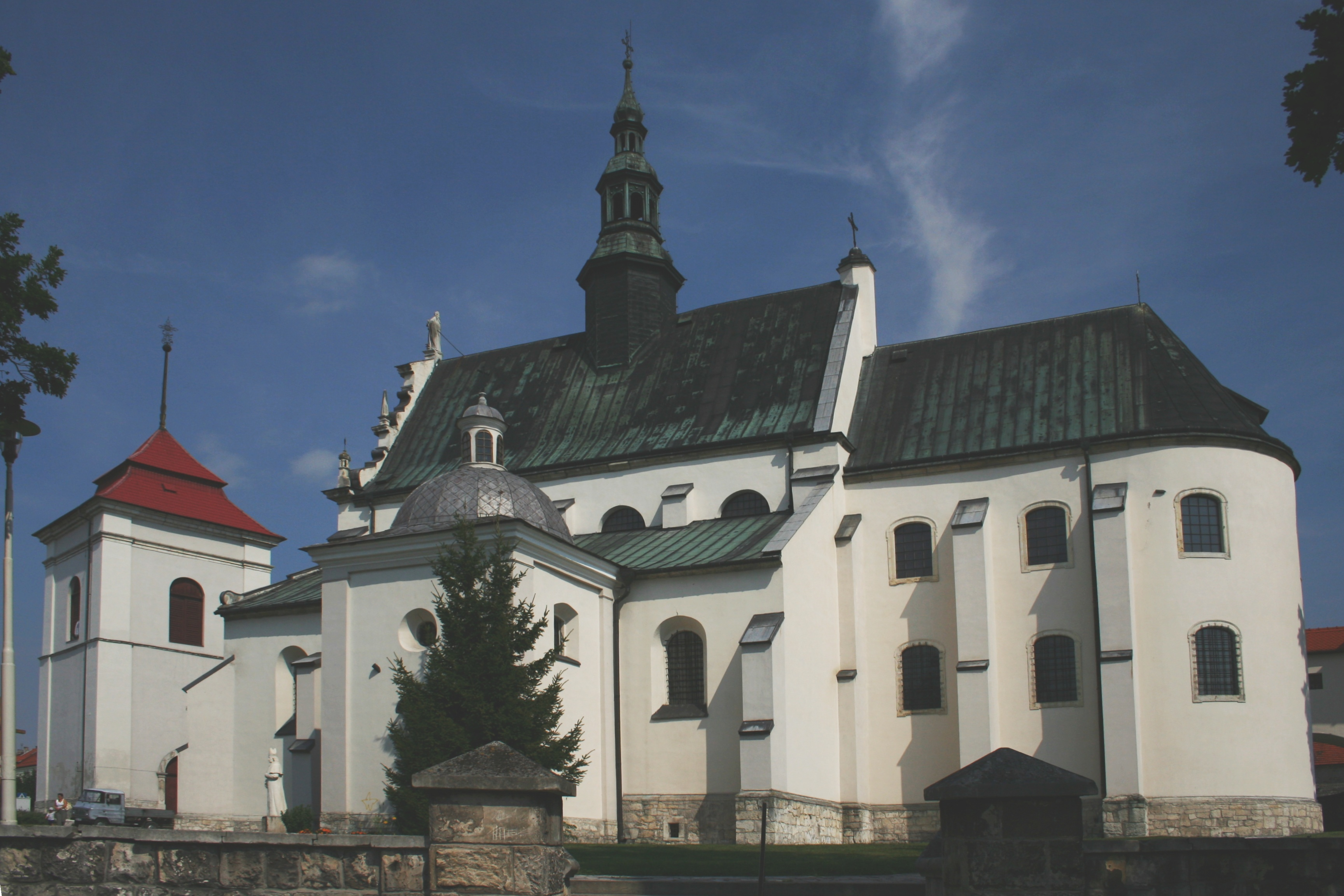
Kościół św. Jana Ewangelisty

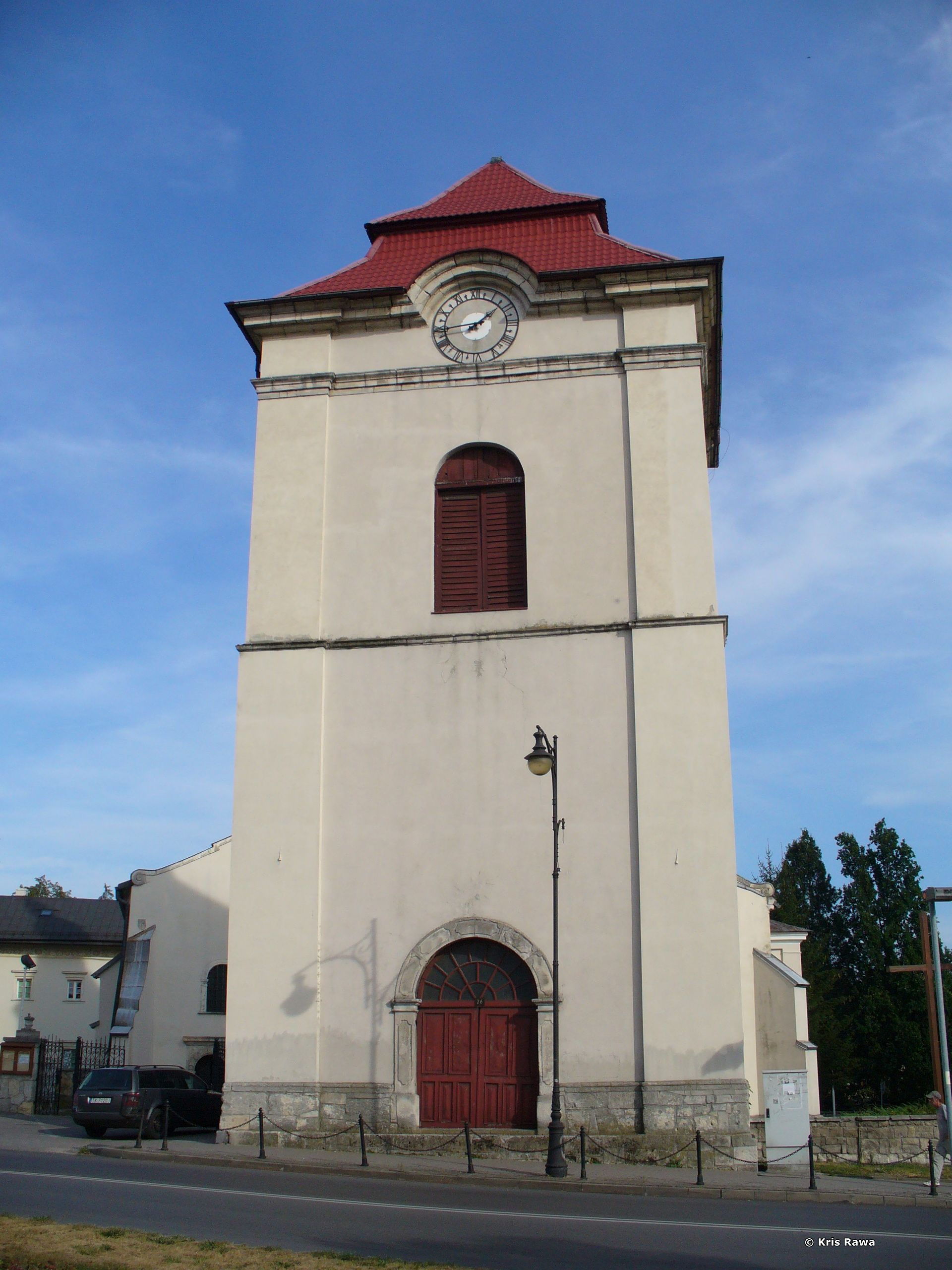
Przed kościołem stoi dzwonnica zbudowana w latach 1685–1691 przez architekta Wojciecha Trybulskiego

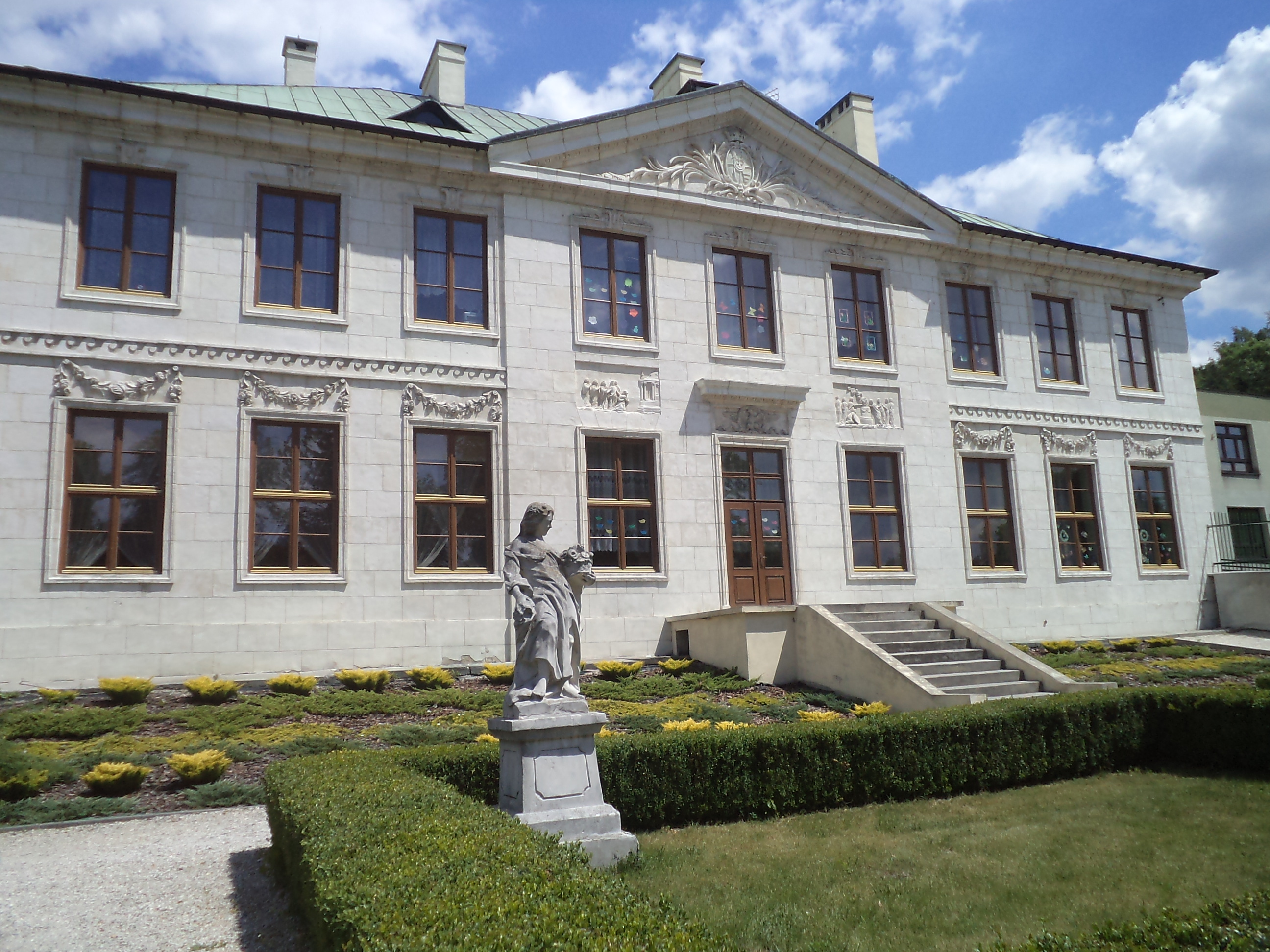
Pałac Wielopolskich w Pińczowie

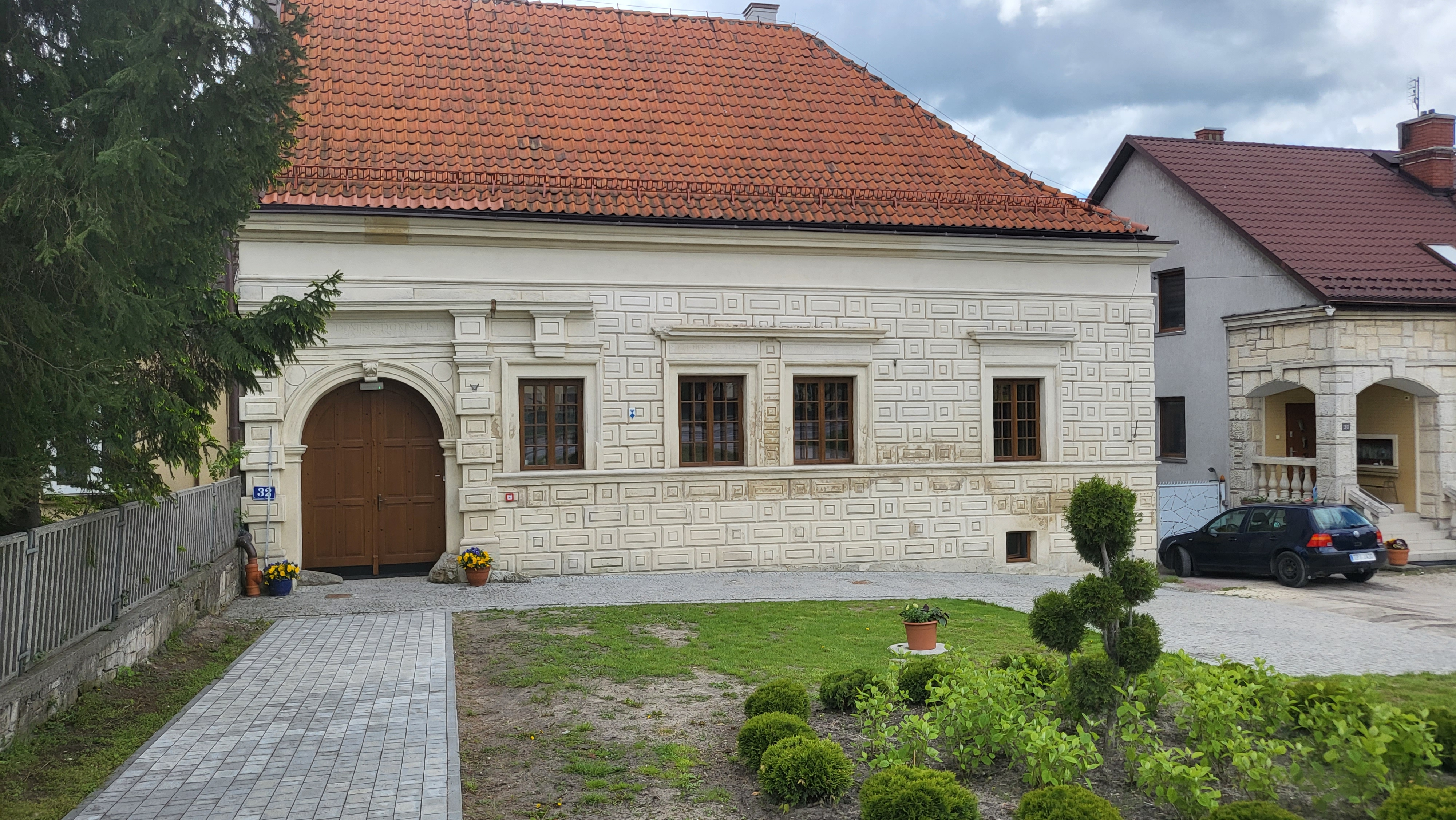
Dom Ariański (zwany również Drukarnią Ariańską) na Mirowie z przełomu XVI i XVII w. Obecnie mieści się tu oddział muzeum

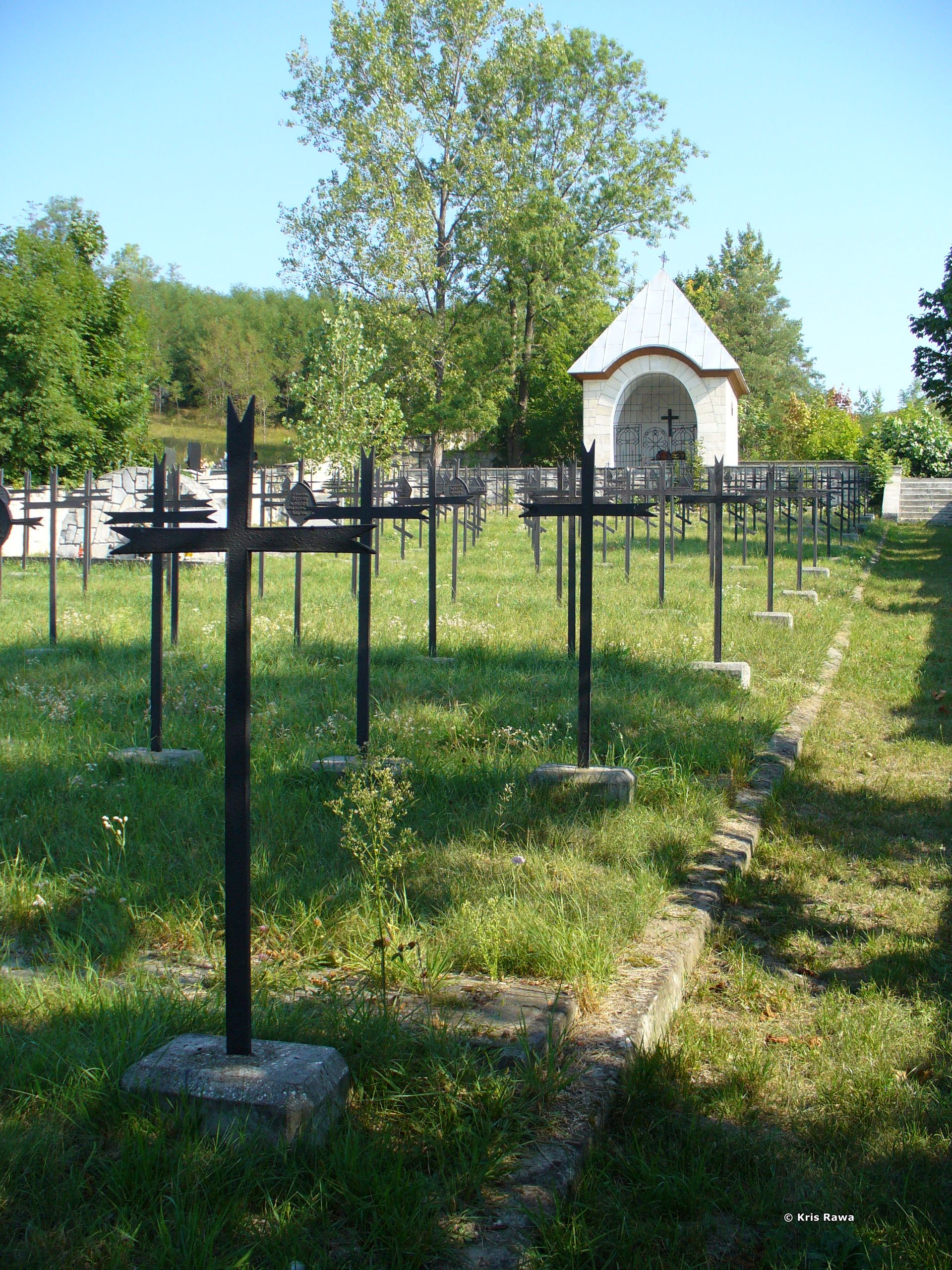
Cmentarz wojenny z okresu I wojny światowej, z lat 1914–1915

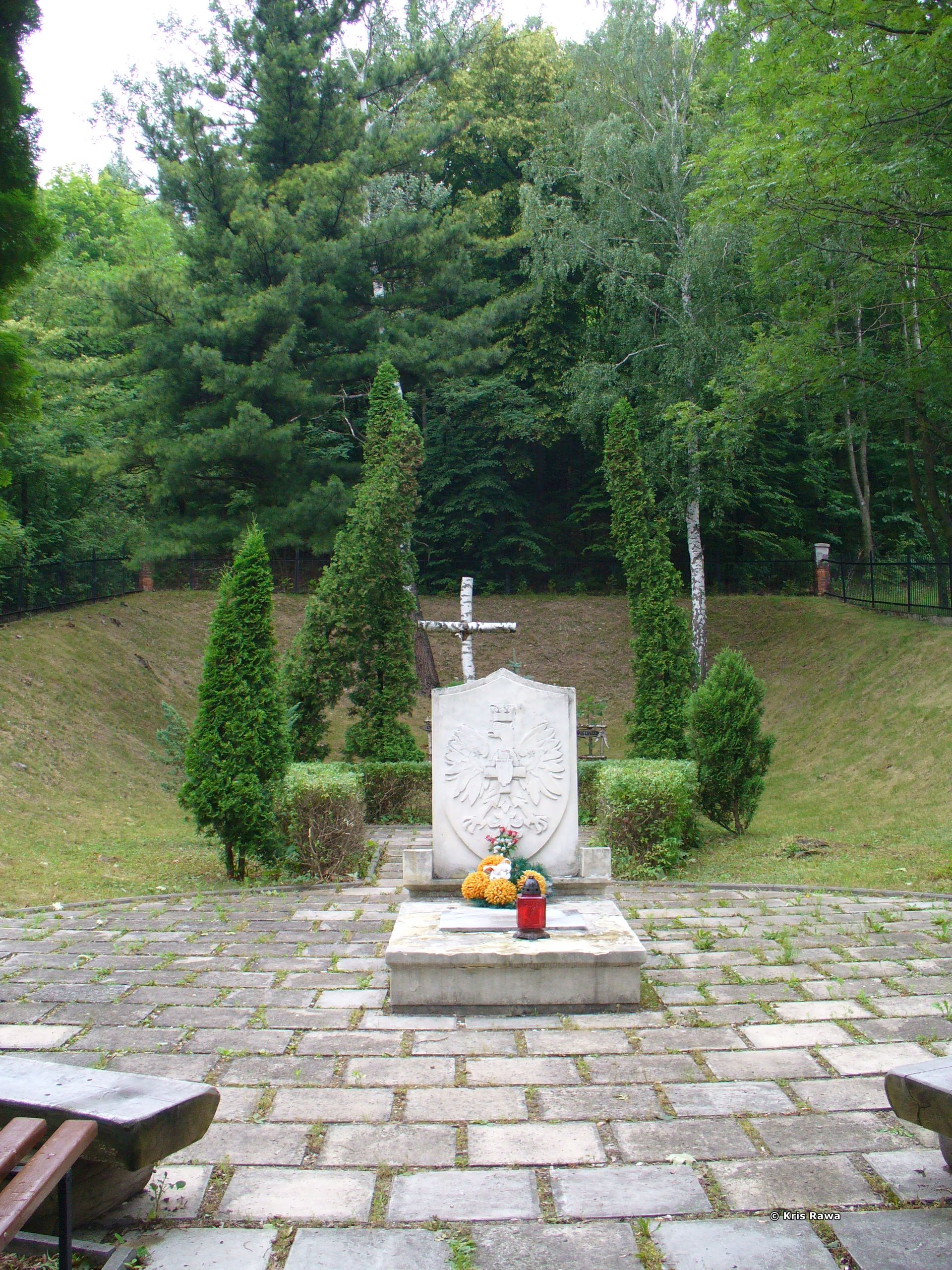
Cmentarz na „Zawięzieniu” przy ul. 11 Listopada w Pińczowie. Miejsce Pamięci Narodowej – historyczne miejsce straceń – dawna strzelnica sportowa

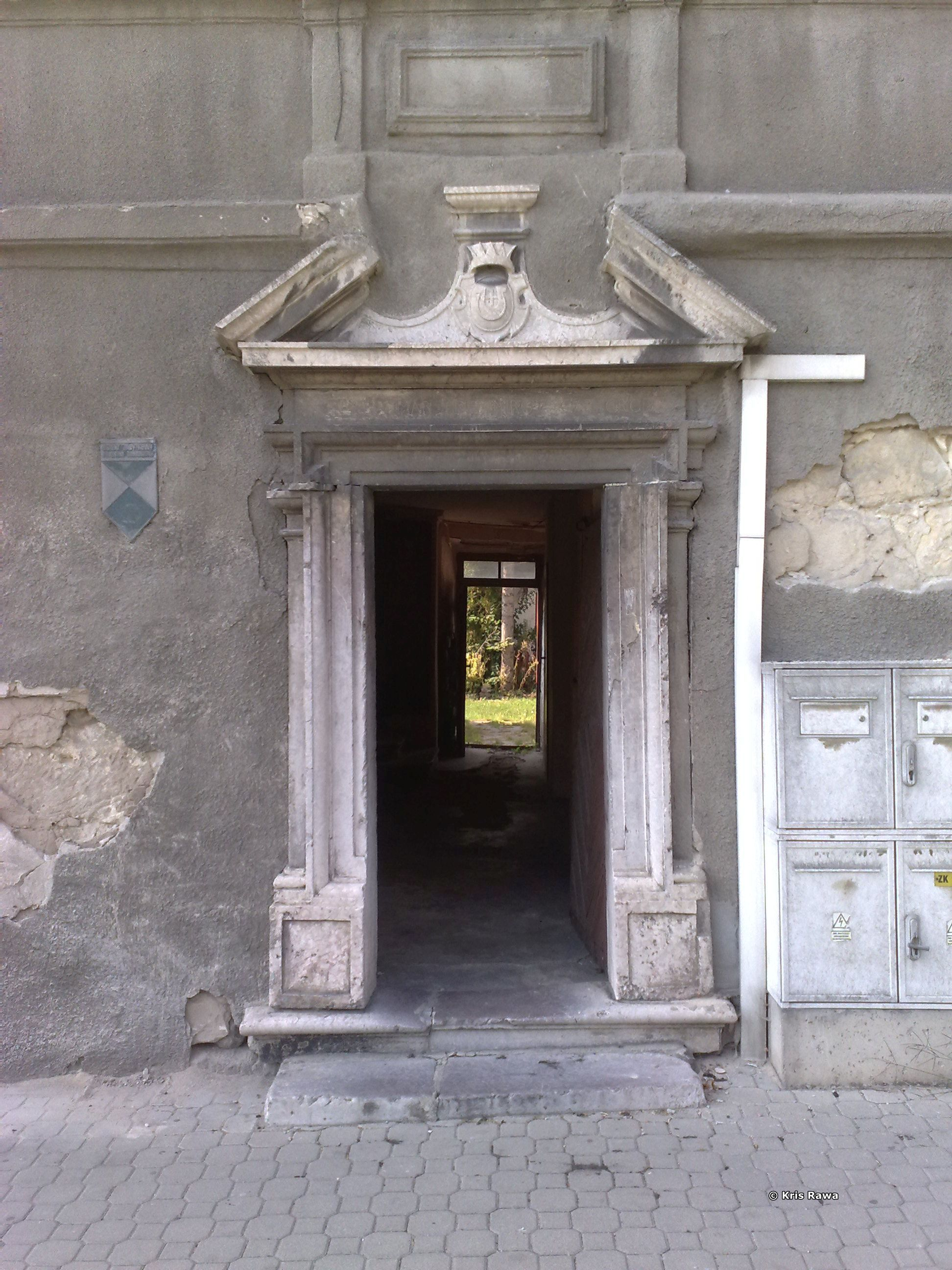
Portal z herbem Jastrzębiec pochodzącym z rozebranego zamku w Pińczowie.

- Dawny zespół klasztorny oo. paulinów, znajduje się na rogu Rynku. Opactwo w Pińczowie założył w 1449 kardynał Zbigniew Oleśnicki wraz ze swym bratem Janem Głowaczem. W 1550 w okresie reformacji, Mikołaj Oleśnicki wygnał zakonników z miasta, a klasztor przekształcił w zbór kalwiński. W 1551 powstało w nim gimnazjum pińczowskie znane później w całej Polsce. Wyrokiem Trybunału Koronnego paulinom przywrócono zajęty przez Oleśnickiego majątek. Mnisi wrócili do Pińczowa w 1586. W 1819 klasztor uległ kasacji, a jego majątek przeszedł na własność rządu Królestwa Polskiego. W skład zespołu klasztornego wchodzi kościół farny pw. św. Jana Apostoła i Ewangelisty. Świątynia połączona jest przewiązką z dawnym budynkiem klasztornym, który powstał w XVII w. Do wnętrza budynku klasztornego prowadzi portal zwieńczony trójkątnym przyczółkiem z herbem Dębno Oleśnickich. W północnym skrzydle budynku znajduje się zegar słoneczny z 1723. Współcześnie w budynku mają swoją siedzibę: Muzeum Regionalne, Pińczowskie Samorządowe Centrum Kultury oraz kino Belweder.

Przed kościołem stoi dzwonnica zbudowana w latach 1685–1691 przez architekta Wojciecha Trybulskiego. Składa się ona z dwóch kondygnacji oddzielonych gzymsem. Całość nakrywa łamany dach namiotowy, zwieńczony iglicą z krzyżem. Od strony zachodniej, pod dachem, widoczna jest tarcza zegara. W dzwonnicy zawieszone są trzy gotyckie dzwony, noszące imiona: Jan, Fabian i Jutrzniak. W dolnej kondygnacji była kiedyś czynna brama cmentarna o dwóch kamiennych portalach, bowiem do końca XVIII w. tereny przy kościele i klasztorze były cmentarzem.
W północnej ścianie dzwonnicy wmurowane są dwie tablice pamiątkowe. Starsza, wmurowana w 1933 w 250. rocznicę zwycięstwa Jana III Sobieskiego pod Wiedniem, młodsza, z 1998, upamiętnia osobę Józefa Piłsudskiego i jego pobyt w Pińczowie w 1914.
- Zespół klasztorny oo. reformatów na Mirowie. Pierwotny kościół ufundował w 1587 biskup krakowski Piotr Myszkowski. Jego bratanek Zygmunt w 1605 sprowadził do Pińczowa zakon reformatów. Po interwencji niechętnego reformatom zakonu bernardynów zostali oni zmuszeni do opuszczenia Mirowa, do którego powrócili w 1683. W międzyczasie w 1619 ukończono budowę kościoła. W latach 1910–1928 mieścił się tam szpital miejski. W 1928 klasztor reaktywowano. Klasztorny kościół pw. Nawiedzenia Najświętszej Maryi Panny jest budowlą jednonawową. Wzniesiono go w stylu późnorenesansowym. Do nawy z obydwu stron dobudowane są kwadratowe kaplice przykryte kopułami z latarnią. Północna kaplica nosi wezwanie św. Jana Nepomucena, południowa Pana Jezusa. Na fasadzie zachodniej umieszczony jest herb fundatorów Jastrzębiec. Prezbiterium posiada sklepienie kolebkowe z lunetami. Barokowy ołtarz główny pochodzi z 2. poł. XVII w. Za ołtarzem znajduje się oratorium zakonne. Wyposażenie kościoła pochodzi z XVIII w. W jednym z ołtarzy bocznych znajduje się uznawany za cudowny obraz Matki Boskiej Mirowskiej. Pochodzi on z 2. poł. XVII w. Według tradycji miał go przywieźć z Rzymu margrabia Zygmunt Myszkowski. Na budynek klasztorny składają się trzy skrzydła połączone krużgankami. Wybudowano go w latach 1686–1706.
- Kaplica św. Anny wzniesiona w stylu manierystycznym w 1600.
- Dom Ariański (zwany również bezpodstawnie Drukarnią Ariańską) na Mirowie z przełomu XVI i XVII w. Obecnie mieści się w nim oddział Archiwum Państwowego w Kielcach. Do wnętrza prowadzi ozdobiony łacińską sentencją portal.
- Pałac Wielopolskich z 1789. Wzniesiony prawdopodobnie według projektu Franciszka Naxa. Jest to budynek piętrowy. Jego fasadę przyozdabiają wykonane w stiuku płaskorzeźby przedstawiające sceny z mitologii. Na fasadzie znajduje się także herb Franciszka Wielopolskiego.
- Pawilon ogrodowy w kształcie baszty z XVI w. wybudowany przez Santi Gucciego. Znajduje się w parku nieopodal pałacu Wielopolskich. Wzniesiono go na planie pięcioboku. Na nadprożu górnego portalu umieszczony jest herb Jastrzębiec rodu Myszkowskich.
- Pozostałości pińczowskiego zamku z XIII w., przebudowanego w XVI w. według projektu Santi Gucciego. Zamek został rozebrany na przełomie XVIII i XIX w.
- Cmentarz parafialny położony na południowym stoku wzgórza przy ulicy Grodziskowej. Założono go w końcu XVIII w. po zamknięciu cmentarza przy kościele paulinów. Najstarsze zachowane nagrobki pochodzą z początku XIX w., a ich największe skupisko znajduje się na tzw. Starym Cmentarzu, będącym obecnie lapidarium rzeźby nagrobkowej (głównie klasycystycznej). Ustawione na postumentach obeliski i kolumny nakrywają wazony i urny ozdobione bogatym wystrojem roślinnym: powojem, bluszczem, liściem laurowym i polnymi kwiatami. Nagrobki zdobią herby, klepsydry i wierszowane napisy wykute w kamieniu, a także figury Matki Boskiej, Chrystusa, krucyfiksy i postacie świętych patronów zmarłych[19].
- Cmentarz wojenny z okresu I wojny światowej, z lat 1914–1915, przylegający od wschodniej strony do cmentarza parafialnego. Spoczywa na nim 938 poległych żołnierzy, w tym ekshumowani i przeniesieni w 1937 z cmentarzy wojennych w Kijach i Skowronnie Górnym. Wśród pochowanych jest 9 żołnierzy z armii niemieckiej, 497 z rosyjskiej oraz 432 z armii austro-węgierskiej. W cmentarnej kaplicy znajduje się też marmurowa płyta upamiętniająca pięciu harcerzy pińczowskiego hufca Szarych Szeregów zamordowanych w 1943 przez Niemców: phm. Waldemara Kaczmarczyka ps. Krzak, l.20, phm. Janusza Laskowskiego ps. Szczerbo, l.20, phm. Czesława Lecha ps. Młot, l.22, phm. Zdzisława Marczewskiego ps. Giermek, l.22, ppor. Antoniego Piaseckiego ps. Kułak, l.26.[20]
- Cmentarz na „Zawięzieniu” przy ul. 11 Listopada w Pińczowie. Miejsce Pamięci Narodowej – historyczne miejsce straceń – dawna strzelnica sportowa. W latach 1939–1944 Gestapo, Żandarmeria i Ekspedycja Karna dokonywały wielu morderstw na Polakach. Rozstrzeliwano w tym miejscu i po zewnętrznej stronie muru więziennego. 1 lipca 1943 r. po rozstrzelaniu po murem więziennym zostali tu pochowani czterej instruktorzy harcerscy z Szarych Szeregów.
- Budynek z przełomu XVIII i XIX w. na al. Piłsudskiego. Jego fronton przyozdobiony jest portalem z herbem Jastrzębiec pochodzącym z rozebranego zamku.
- Synagoga Stara, wybudowana w latach 1594–1609. Jest jedną z najstarszych synagog zachowanych w Polsce.
- Ciuchcia Expres Ponidzie – atrakcja turystyczna, do Pińczowa dotarła w latach 20. XX w., łączyła Pińczów m.in. z Hajdaszkiem (dalej Jędrzejowiem i Szczucinem) i Kocmyrzowem. Obecnie czynna na trasie do Umianowic i dalej do Jędrzejowa lub Hajdaszka, szlak do Wiślicy jest nieprzejezdny, ale w planach jest uruchomienie, początkowo na odcinku Pińczów – Młodzawy.

## Transport
W mieście jest stacja kolejowa Pińczów, dworzec autobusowy oraz lądowisko użytkowane przez Aeroklub Regionalny w Pińczowie.
Przez Pińczów przebiegają drogi wojewódzkie:
- DW766
- DW767

## Oświata
Szkoły podstawowe
- Publiczny Zespół Szkół nr 1

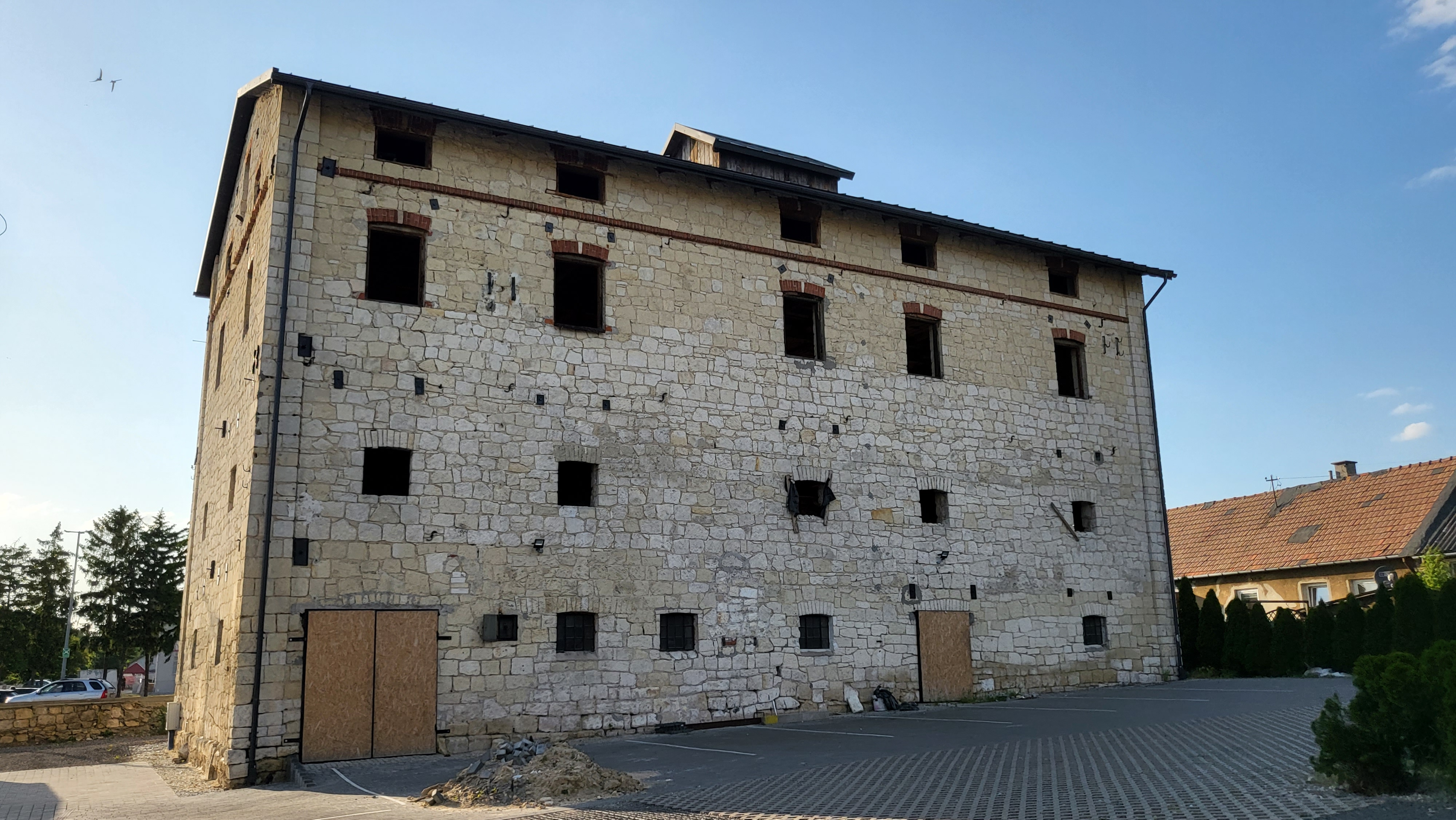
Dawny młyn w Pińczowie

- Publiczna Szkoła Podstawowa nr 2 im. Jana Pawła II

Szkoły ponadpodstawowe
- Liceum Ogólnokształcące im. Hugona Kołłątaja, najstarsza tego typu szkoła w Polsce[21]
- Zespół Szkół im. Stanisława Staszica[22]

## Media
W Pińczowie działa lokalna rozgłośnia radiowa „Twoje Radio Pińczów” nadająca na częstotliwości 1332 kHz AM, ponadto dla Pińczowa nadaje także rozgłośnia internetowa „Radio Ponidzie”. W Pińczowie działa jeden z najstarszych portali internetowych polskich miasteczek – „Serwis Internetowy Miasta Pińczów”. W każdy wtorek wśród prasy dostępny jest lokalny „Tygodnik Ponidzia”, a co miesiąc nakładem Towarzystwa Przyjaciół Ponidzia wydawany jest „Głos Pińczowski” (kiedyś wydawany przed wojną jako gazeta informacyjna).

## Rekreacja
Na terenie Pińczowa funkcjonuje pływalnia miejska „Delfinek” mająca bezpośrednie połączenie ze Szkołą Podstawową nr 2. Od października 2010 jest również dostępne boisko wielofunkcyjne „Orlik”, zaraz przy pływalni. Istnieje również ośrodek jeździecki oraz ścianka wspinaczkowa. Latem popularne są spływy kajakowe rzeką Nidą, a także loty widokowe motolotnią, paralotnią oraz samolotem w Aeroklubie Pińczowskim.

## Obszar ochrony uzdrowiskowej
Na mocy uchwały nr XXXIII/357/2021 Rady Miejskiej w Pińczowie na terenie miasta Pińczowa została utworzona jednostka pomocnicza gminy – Osiedle Zdrojowe. Osiedle uzyskało status obszaru ochrony uzdrowiskowej ("Obszar Ochrony Uzdrowiskowej Pińczów”), wraz z częścią sołectwa Włochy – Osiedlem Górki-Włochy i sołectwami: Pasturka, Bogucice Drugie oraz Grochowiska, położonymi na obszarze gminy Pińczów, na mocy rozporządzenia Rady Ministrów z dnia 5 sierpnia 2024 r.

## Wspólnoty wyznaniowe

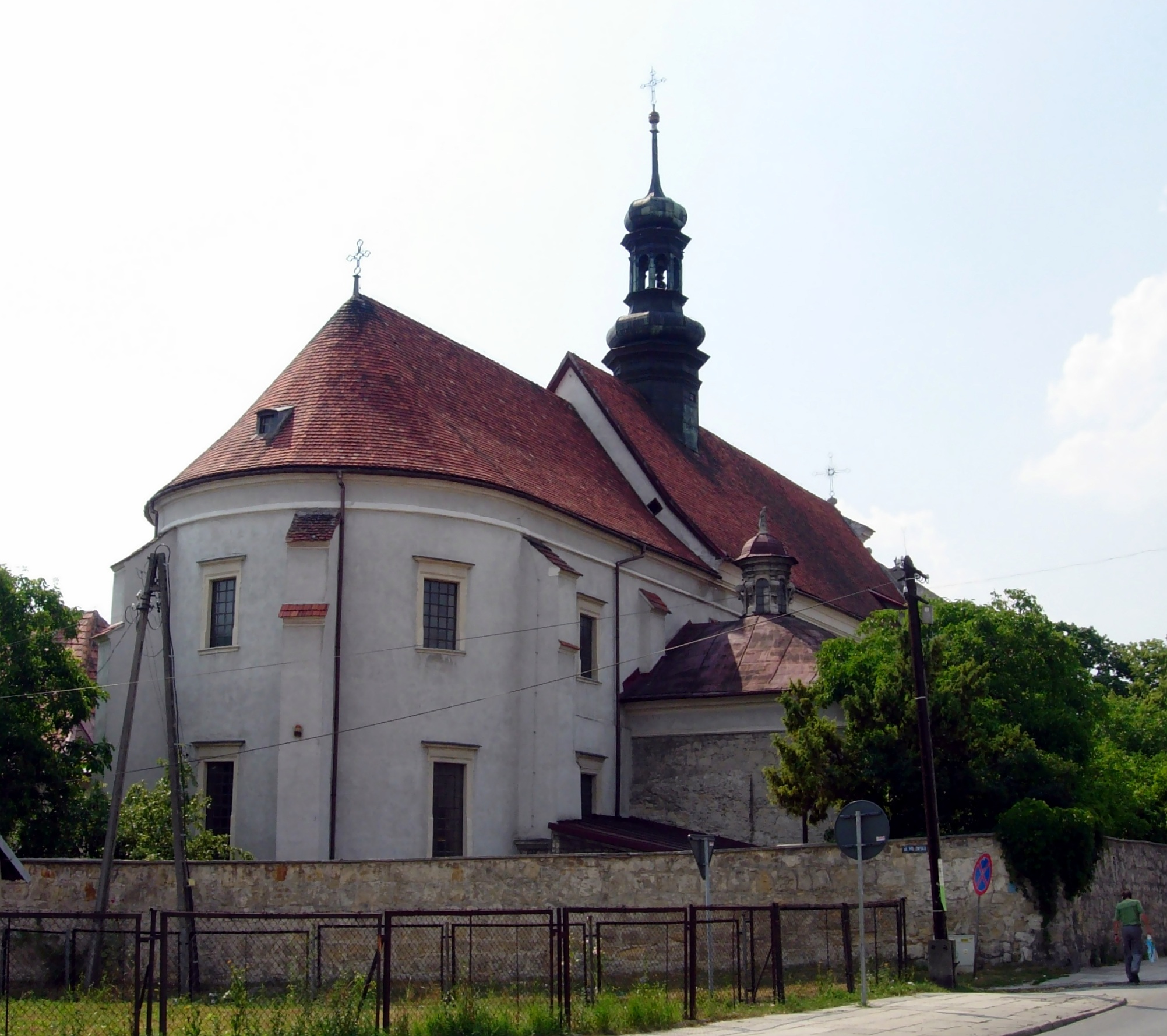
Kościół Nawiedzenia Najświętszej Maryi Panny

Na terenie miasta działalność religijną prowadzą następujące kościoły i związki wyznaniowe:
- Kościół Chrześcijan Wiary Ewangelicznej:
  - Zbór Kościoła Chrześcijan Wiary Ewangelicznej w Pińczowie[25]
- Kościół Rzymskokatolicki:
  - Parafia św. Jana Apostoła i Ewangelisty w Pińczowie[26]
  - Parafia Miłosierdzia Bożego w Pińczowie[27]
  - Parafia Nawiedzenia Najświętszej Maryi Panny w Pińczowie[28]
- Świadkowie Jehowy:
  - zbór Pińczów (Sala Królestwa)[29].

## Współpraca międzynarodowa
Miasta i gminy partnerskie:
- Bystrzyca
- Svodín
- Tata
- Caudry

## Honorowi Obywatele Pińczowa
- Kazimierz Świątek – od czerwca 2001 – kardynał rzymskokatolicki, administrator apostolski diecezji pińskiej, przewodniczący Konferencji Episkopatu Rzymskokatolickiego Białorusi[31].
- Andrzej Barański – od 21 września 2008 – reżyser filmowy[32].
- Artur Dutkiewicz – od 7 października 2012 – kompozytor, pianista jazzowy[33].
- Adam Jarubas – od 7 października 2012 – polityk, marszałek województwa świętokrzyskiego[33].

## Burmistrzowie Pińczowa
- Józef Kupis (1990-1992)
- Witold Kania (1992-1998)
- Andrzej Handlarski (1998-2002)
- Łukasz Łaganowski (2002-2006)
- Włodzimierz Badurak (2006-nadal)